# Alex Kidd in Miracle World
Alex Kidd in Miracle World (アレックスキッドのミラクルワールド Arekkusu Kiddo no Mirakuru Wārudo?, lit. «Alex Kidd en el mundo milagroso») es un videojuego de plataformas, desarrollado por Sega para la consola de 8 bits Sega Master System (conocida como Sega Mark III en Japón) protagonizado por Alex Kidd. Fue lanzado por primera vez en Japón el día 1 de noviembre de 1986, y distribuido posteriormente a Europa en 1987 y anteriormente Estados Unidos en 1986. 

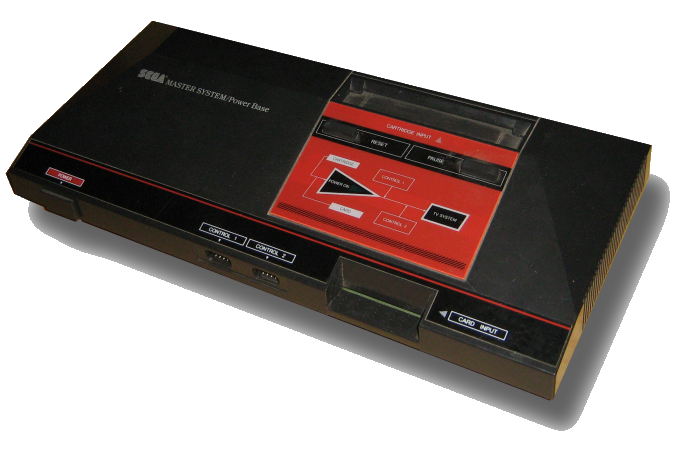
Videoconsola Sega Master System I, para la que se lanzó Alex Kidd in Miracle World

Es el primero de siete juegos protagonizados por Alex Kidd, y el más popular de todos ellos. En él, el jugador controla a Alex Kidd y tiene que superar 17 fases, salvando obstáculos y enemigos al tiempo que recolecta objetos, con el fin de liberar el planeta Aries de las manos del gobernante tirano Janken el grande.

## Contexto histórico
En 1983, Nintendo saca al mercado japonés la Family Computer (conocida en occidente como NES) y un año después en Estados Unidos consiguiendo un gran éxito, gran parte de este debido al lanzamiento del videojuego Super Mario Bros., el primero creado de manera específica para una consola de sobremesa.
Aunque Sega no había conseguido ni un 5% del mercado japonés, se decidió a comercializar la Mark III (conocida en occidente como Master System) fuera del país nipón. Más avanzada técnicamente que la NES, no alcanza en EE. UU. el mismo nivel de popularidad vendiendo solamente 125.000 consolas en los primeros cuatro meses comparado con los dos millones de la consola de Nintendo, aunque en otros mercados como el europeo, Master System se vendió bien.
Dentro de esta situación se encontró este videojuego, Alex Kidd in Miracle World. Este videojuego es en realidad una de las respuestas de Sega (junto a Wonder Boy) frente al éxito de Super Mario Bros, sin embargo, hasta que Naoto Ohshima, junto con Yuji Naka, diseñó a Sonic the Hedgehog, Sega nunca pudo competir en igualdad de condiciones con la creación de Shigeru Miyamoto, tanto es así que Alex Kidd fue relegado como mascota de la compañía en favor de Sonic.
En 2018, Kotaro Hayashida, creador del personaje de Alex Kidd, reveló en una entrevista para el libro Untold History of Japanese Game Developers (Volume 3), que este proyecto comenzó a programarse como un videojuego de Dragon Ball, famoso manga y anime de Akira Toriyama. Sin embargo, durante su desarrollo, perdieron los derechos de la licencia de la serie y Sega se vio obligada a rehacerlo, sustituyendo a Goku, protagonista de Dragon Ball, por un nuevo personaje, Alex Kidd, introduciendo además cambios en la jugabilidad para alejarse de la obra de Akira Toriyama e iniciando así una franquicia propia y original de la compañía nipona. Solo a partir de este incidente se empezó a pensar en Alex Kidd como un competidor de Mario, y no antes.

## Argumento

### Manual
En su planeta natal Aries (アリエス星 Ariesu-sei en la versión japonesa), Alex Kidd estaba estudiando en el Monte Eterno la disciplina Shellcore (ブロッ拳 Burokken), la cual le hizo fuerte, pudiendo romper rocas a pedazos. Pero, mientras que abandonaba la montaña, un hombre moribundo le comentó que la ciudad de Radaxian (ラダクシャン Radakushan) estaba en peligro, dándole un mapa y el medallón de la piedra del Sol. Es por ello que Alex Kidd decide viajar a través de Miracle World.

### Durante el juego
Después de derrotar a Gooseka (グースカ Gūsuka), Alex Kidd se encuentra en la Isla de St. Nurari a Santo Nurari (ぬらり仙人 Nurai Sennin), y le comenta a él que Alex es el príncipe de Radaxian, pero que cuando era más joven, fue raptado por un señor malvado, y que ahora, su ciudad natal está siendo gobernada de manera tiránica por Janken el grande  (じゃんけん大王 Janken Dai-Ō), y le pide a Alex que debe salvar a la población de ello.
Alex entonces se dirige al pueblo de Namui, donde un señor le comenta que el hermano gemelo de Alex, Egle (イグル Iguru), está preso en el castillo de Radaxian. Es por ello que Alex se dirige hacia el castillo de Radaxian, derrotando en su paso a Chokkina (チョッキンナ Chokkin'na) y a Parplin (パープリン Pāpurin).
En el castillo, rescata a su hermano, y le comenta que debe encontrar la carta personal del Reino de Nibana (ニバーナ王国 Nibāna Ōkoku) que se encuentra en una habitación del castillo, y el medallón de la luz de la luna, la cual se encuentra en el Reino de Nibana. Alex recoge la carta del castillo, y para salir de este, derrota de manera definitiva a Gooseka.
Alex se dirige a la ciudad, donde derrota a Chokkina de manera definitiva. Tras ello, se traslada al reino de Nibana, donde habla con Su alteza real Stone, comunicando a Alex que el medallón de la luz de la luna le ha sido robado, rogándole que se transporte al lago de las Rocas, donde se halla la corona de oro, dándole la piedra Hirotta.
Alex se dirige al castillo de Janken, derrotando previamente de manera definitiva a Parplin. En el castillo, se encuentra a Janken, al que derrota, consiguiendo así el medallón de la luz de la luna. Tras ello, Alex localiza a la princesa Lora (ルーニー姫 Rūnī-hime), que le comenta que la madre de Alex, Patricia (パトリシア Patorishia), está en buenas manos.
Tras ello, Alex parte rumbo a al lago de las rocas, donde después de descifrar la piedra Hirotta recoge la corona de oro, acabando así el juego.

### Tras finalizar
Tras coger la corona de oro, la pantalla del juego se vuelve negra, y se explica que Alex devuelve la paz a Radaxian, y la gente que fue transformada en piedra por culpa de Janken vuelve a la normalidad. Ya en la ciudad, Egle se corona rey de Radaxian, y Alex Kidd, con sus artes marciales, ocupa la posición de defensor de la ciudad, aunque su próximo objetivo será encontrar alguna pista para localizar a su padre, el rey Trueno (サンダー王 Sandā-Ō).

## Sistema de juego
Este videojuego es del género de las plataformas, aunque mezclando pequeñas dosis de estrategia y rol, que se basa en superar determinados niveles y obstáculos en escenarios 2D de dispar ambientación.
Alex Kidd es el único personaje controlable de este videojuego, que tiene como principal habilidad su capacidad de romper ciertos tipos de rocas y una gran facultad para saltar, luego, el juego exige más la habilidad del jugador para ir superando las fases.
El videojuego se compone de 17 fases, alguna de ellas con una marcada ambientación que las diferencia del resto. Al final de algunas fases, Alex Kidd se ha de enfrentar a un jefazo, al cual tiene que derrotar en el juego del piedra-papel-tijera (Janken en japonés) al mejor de 3 partidas. Para acabar una fase, Alex Kidd ha de asir un objeto alimenticio que hay al final de cada una.

## Enemigos
Dependiendo del contexto donde se sitúen los enemigos, se pueden dividir en dos:

### Enemigos comunes
Son los enemigos con los que Alex Kidd se topa en el transcurso de la fase. Dependiendo si se pueden destruir o no, se dividen en dos grupos:

#### Destructibles
Son los cuales se pueden derrotar atacándoles. Al derrotar a un enemigo, el jugador obtiene una serie de puntos que se suman al marcador "Score". A continuación, se expone la lista de los enemigos presentes en Alex Kidd.
| Enemigo              | Descripción | Localización | Puntuación |
| -------------------- | --- | --- | ---------- |
| Pájaro monstruoso    | Es un pájaro de color verdoso, que se dirige horizontalmente de un lado a otro del escenario. | El monte Eterno, Isla de St. Nurari, Etapa 5, Etapa 9, Etapa 13. | 200        |
| Rana monstruosa      | Una rana de color verde, orientada siempre a la izquierda. Es un enemigo estático, que salta durante ciertos periodos de tiempo. | Etapa 2, El castillo de Radaxian, El lago de las rocas, Etapa 16. | 200        |
| Escorpión            | Es un escorpión de color rojo de pequeño tamaño que se mueve de un lado a otro del escenario. | Etapa 2, Isla de St. Nurari, El pueblo de Namui, Monte Kave, La tierra baja de Bingoo, El castillo de Radaxian, La ciudad de Radaxian, El lago de las rocas, Etapa 16. | 200        |
| Pez volador          | Pez de color verde, que aparece del agua para saltar de vez en cuando. | Etapa 5, Etapa 9. | 200        |
| Pequeño pez venenoso | Pez de color verdoso de escasas proporciones que se mueve de manera horizontal. | El monte Eterno, El lago profundo, Etapa 5, Etapa 9. | 200        |
| Roca rodante         | Es una roca de color marrón con ojos y brazos en alto que se desliza por los escenarios hasta que encuentra un obstáculo, momento en el que cambia el sentido de dirección.                                                                  | Monte Kave, Etapa 16. | 200        |
| Murciélago           | Pequeño murciélago de color verde que vuela haciendo zig-zag por el escenario. | Monte Kave, El Blakwoods, El castillo de Radaxian. | 400        |
| Mono                 | Es un mono que siempre se sitúa en las copas de los árboles que lanza hojas hacia el lugar donde está el jugador. | El Blakwoods. | 400        |
| Saltador             | Es una especie de canica roja con bigote, que da pequeños saltos hacia un lado del escenario sin parar. | El pueblo de Namui. | 400        |
| Pez asesino          | Es un pez de grandes proporciones de color verde, que va moviendo de manera brusca en zig-zag en una parte del escenario. | El monte Eterno, El lago profundo, Etapa 5. | 400        |
| Caballo de mar       | De tamaño pequeño y de color morado, es un enemigo que avanza y retrocede en un estrecho espacio. | El lago profundo. | 400        |
| Tritón               | Es una tortuga grande de ropa roja, se mueve de manera vertical por el escenario y, ocasionalmente, lanza burbujas por el escenario, que si contactan con el jugador, le hacen a este perder una vida.                                       | El monte Eterno, Etapa 9, El lago de las rocas. | 600        |
| Pulpo                | Es un pulpo de color rojo que está quieto atascado en una especie de jarrón de tonalidad morada, que tiene un brazo conformado de 8 bolas que va moviendo verticalmente. Cuando Alex Kidd vence al pulpo, este desaparece pero no el jarrón. | El lago profundo. | 4200       |

#### Indestructibles
Son aquellos rivales que no se pueden destruir. Si Alex Kidd es tocado por alguno de estos enemigos, pierde una vida de manera automática. Son los siguientes:
- Fantasma (死霊 Shiryō):[10] Es de color gris y pequeño, y cuando aparece, persigue a Alex Kidd hasta que le consigue tocar, perdiendo este una vida. El fantasma aparece en algunas cajas con el símbolo de interrogación "?", o al tocar una caja rosa que tiene como inscripción la cara de una calavera. El fantasma se puede destruir cuando rompes dos cajas de dinero y al golpear en tercer lugar la caja donde esta el fantasma desaparece.

- Llama (炎 Honō):[11] Un enemigo que tiene forma de llama con ojos, según el movimiento, hay 3 tipos de llamas, las que se mueven en círculos, las que lo hacen desde un punto a otro y las que no tienen movimiento.

### Enemigos finales
Son los enemigos que aparecen al final de ciertas fases del juego. Hay tres tipos de enemigos finales:
- Tipo 1: Con los que, para derrotarles, Alex Kidd tiene que golpearles un número determinado de veces.
- Tipo 2: Con los que, para derrotarles, hay que vencerles a un duelo al mejor de tres en el piedra-papel-tijeras.
- Tipo 3: Con estos enemigos, aparte de tener que vencerles al mejor de tres en un duelo de piedra-papel-tijeras, después, hay que derrotarlos dándoles un número de veces determinados.

A continuación, los enemigos finales presentes en el videojuego son, por orden de aparición:
- Gooseka la resbaladiza: Es una oponente con cabeza en forma de puño, haciendo referencia al juego de Piedra-Papel-Tijeras. La primera vez con la que se enfrenta el jugador es en la etapa 2, y es un enemigo final tipo 2. La segunda vez que se encuentran Alex y ella es en el Castillo de Radaxian, en el que pasa a ser un jefazo de tipo 3.

- Buey (オックス Okkusu): Es un contrincante del tipo 1 que se aparece frente al jugador en el pueblo de Namui.

- Chokkinna la astuta: Es una oponente con cabeza en forma de tijera, haciendo referencia al juego de Piedra-Papel-Tijeras. La primera vez con la que se enfrenta el jugador es en el monte Kave, y es un enemigo final tipo 2. La segunda vez que se encuentran Alex y ella es en la ciudad de Radaxian, en el que pasa a ser un oponente de fin de fase del tipo 3.

- Oso salvaje: Es un oponente con la apariencia de un oso, de piel morada, y porta en la mano una espada. Alex Kidd se lo encuentra en el Blakwoods, siendo un enemigo de tipo 1.

- Parplin el perseguidor: Es un oponente con cabeza en forma de mano abierta, haciendo referencia al juego de Piedra-Papel-Tijeras. La primera vez con el que se enfrenta al jugador es en la tierra baja de Bingoo, y es un enemigo final tipo 2. La segunda vez que se encuentran Alex y Parplin es en el lago de las rocas, en el que pasa a ser un oponente de tipo 3.

- Janken el grande: Es un oponente que es un robot, y Alex Kidd se lo encuentra en Etapa 16, donde es un enemigo tipo 3.

## Bloques
Durante el transcurso de la aventura, Alex Kidd se encuentra con una serie de bloques de diversas formas y colores, adaptándose a la ambientación de la etapa en la que el jugador se sitúe. Alex, con su disciplina Shellcore puede destruir algunos, mas otros no. Los que son destructibles, desaparecerán del escenario y el jugador podrá pasar por allí.
Si Alex usando un vehículo chocase contra un bloque indestructible, perdería la opción de seguir usando este.

### Cajas
Se caracterizan por ser bloques de color amarillo u rosa, que llevan una inscripción. Para que surta el efecto, las cajas amarillas siempre hay que romperlas, mientras que en las rosas hay que golpearlas únicamente (no se destruyen).
| Color de caja | Símbolo       | Efecto |
| ------------- | ------------- | --- |
| Amarilla      | Calavera      | Inmoviliza a Alex durante un periodo de tiempo, puede originar cambios en el escenario.                   |
| Amarilla      | Estrella      | Aparece una bolsa de monedas de oro grande o pequeña.                                                     |
| Amarilla      | Interrogación | Genera la aparición de un fantasma o un objeto (Alex Kidd o el Brazalete poderoso).                       |
| Rosa          | Calavera      | Genera la aparición de un fantasma.                                                                       |
| Rosa          | Estrella      | Origina cambios en el escenario.                                                                          |
| Rosa          | Luna          | Aparece en la última fase, es necesaria para conseguir la corona de oro.                                  |
| Rosa          | Ondas         | Origina cambios en el escenario. Aparece en la última fase, es necesaria para conseguir la corona de oro. |
| Rosa          | Pescado       | Origina cambios en el escenario. Aparece en la última fase, es necesaria para conseguir la corona de oro. |
| Rosa          | Sol           | Aparece en la última fase, es necesaria para conseguir la corona de oro.                                  |

## Objetos
Atendiendo a su importancia, se pueden clasificar en dos tipos:

### Objetos normales
Son aquellos que el jugador va adquiriendo a lo largo de la aventura, sirviéndole de ayuda en esta. Dichos objetos son:
- Bolsas de monedas de oro (バウム Baumu): Es una bolsa de color blanco. Hay 2 tipos de bolsas de oro, una de mayor tamaño, que se puede encontrar en cajas amarillas con la inscripción de estrella (valiendo así 20 $), o sueltas por el escenario, valiendo entonces por la mitad. El otro tipo de bolsas es la de tamaño reducido, solamente se encuentran en cajas amarillas con inscripción de estrella, y contiene 10$. Con el oro se pueden adquirir objetos en la tienda.
- Brazalete poderoso (パワーブレスレッド Pawā Buresureddo): Es una especie de brazalete de color azul y rojo, y es un brazalete que permite realizar el Ataque en Oleadas de Destrucción (破断衝撃波). Se puede adquirir en tiendas o en cajas amarillas con el signo de interrogación.
- Alex Kidd (アレックスキッド Arekkusu Kiddo): Es una representación del protagonista, al conseguirlo, se consigue una vida extra. Se puede comprar en tiendas o adquirir en cajas amarillas con el signo de interrogación, también encontrándose suelto en algunas zonas.
- Polvo teleport (テレポートパウダー Terepōto Paudā): Es una cápsula gris con el símbolo "?". Consiste en un polvo mágico que hace invisible al protagonista durante un tiempo. Solamente se puede adquirir en tiendas, aunque en algunas zonas se encuentra suelto.
- Bastón volador (サイコウォンド Saiko Wondo): Es un bastón de madera que termina en espiral por arriba. Permite volar durante un periodo de tiempo. Solamente se puede obtener en las tiendas.
- Cápsula mágica A (魔法のカプセルＡ Mahō no Kapuseru A): Una cápsula celeste con la letra "A", al usarla aparecen ocho réplicas de Alex Kidd en miniatura con la finalidad de atacar a los enemigos. Sólo es posible adquirirlo en las tiendas.
- Cápsula mágica B (魔法のカプセルＢ Mahō no Kapuseru B): Una cápsula naranja con la letra "B", al usarla genera alrededor del jugador una barrera de protección contra enemigos. Solamente se adquiere en tienda.
- La pelota telepática (テレパシーボール Terepashī Bōru):[14] Esta pelota permite al jugador saber en que está pensando el rival. Se usa automáticamente en las luchas de piedra-papel-tijera, permitiendo ver al jugador cómo el rival va pensando qué signo elegir para dicho juego. Este objeto solamente se puede conseguir durante el juego, no siendo ofertado por las tiendas que hay durante el juego.

### Tesoros
Son una serie de objetos fundamentales, llamados Tesoros, sin los cuales, el videojuego no podría ser terminado en teoría. Dichos objetos son:
- Mapa (地図 Chizu): Permite ver al jugador la posición en la que está situado con respecto al planeta Aries. Este objeto lo posee el jugador desde el principio del juego.
- Medallón de la piedra del Sol (太陽石のメダル): Una medalla con el símbolo del sol. Alex posee el objeto desde el principio del juego.
- Medallón de la luz de la Luna (月光石のメダル): Una medalla con el símbolo de la luna.
- Corona de Oro (王冠 Ōkan): Para poder encontrar este objeto es necesario tener el Medallón de la luz de la Luna y el Medallón de la Piedra del Sol. Es una corona dorada que posee poderes mágicos. En el momento en que la corona es tocada se acaba el juego.
- Piedra de Hirotta (ヒロッタストーン Hirotta Sutōn): Permite al jugador ver la manera de obtener la corona de oro, se obtiene al entregarle a Su alteza real Stone la carta.
- Carta personal del reino de Nibana (ニバーナ王国への親書 Nibāna ōkoku e no shinsho): Se encuentra en el castillo de Radaxian después de salvar a Egle. Es necesario entregar la carta al rey de Nibana para conseguir la Piedra de Hirotta.

## Vehículos
Durante el juego es posible utilizar una serie de vehículos que facilitan el transporte al protagonista, estos vehículos permiten tanto esquivar enemigos como defenderse de ellos. Si el jugador colisiona su vehículo contra un bloque de piedra, perderá el vehículo de manera instantánea. El vehículo solamente se puede usar en unas zonas predeterminadas, no pudiendo usarse en otras. Los vehículos son:
- Motocicleta Sukopako (スコパコサイクル Sukopako Saikuru): Permite desplazarse de una forma rápida, puede romper rocas (salvo las irrompibles), saltar y atropellar enemigos. Se consigue al comprarla en una tienda. Las zonas en las que se puede usar la motocicleta son la etapa 2 y el Blakwoods. Se perderá la motocicleta en caso de estrellar esta contra una roca irrompible.
- Peticopter (プチコプター Puchikoputā): Es una especie de helicóptero que permite disparar misiles. El jugador lo recibe en la Isla de St.Nurari, también se consigue al comprarlo en una tienda en la fase El pueblo de Namui y en la tierra baja de Bingoo, y lo recibe automáticamente en la etapa 13.
- Barco Suisui (スイスイボート Suisui Bōto): Es una lancha con la que se puede cruzar por el agua, se encuentra en la etapa 9.

## Tiendas
Durante el desarrollo del juego existen numerosas tiendas, en las cuales se pueden comprar objetos o vehículos. Cada tienda oferta diferentes objetos que no tienen por qué ser ofertados en las otras. Para comprar, se debe canjear una parte del dinero conseguido en las bolsas de monedas de oro por el objeto o vehículo deseado. Los artículos disponibles son:
| Objeto               | Precio ($) | Zona                                                  |
| -------------------- | ---------- | ----------------------------------------------------- |
| Brazalete poderoso   | 100        | Etapa 2, El lago de las Rocas.                        |
| Polvo Teleport       | 100        | Etapa 2, La tierra baja de Bingoo.                    |
| Bastón Volador       | 120        | El Blakwoods, El lago de las rocas.                   |
| Alex Kidd            | 500        | El pueblo de Namui, Ciudad de Radaxian.               |
| Cápsula Mágica A     | 100        | El pueblo de Namui, El Blakwoods, Ciudad de Radaxian. |
| Cápsula Mágica B     | 120        | La tierra baja de Bingoo, Ciudad de Radaxian.         |
| Motocicleta Sukopako | 200        | Etapa 2, El Blakwoods, El lago de las rocas.          |
| Peticopter           | 200        | El pueblo de Namui, La tierra baja de Bingoo.         |

## Fases
Alex Kidd in Miracle World se compone de 17 fases diferentes, cada una con su propia ambientación. Las fases son las siguientes:

### El monte eterno
Es una zona de suelo de color marrón con hierba verde en los estratos superiores del suelo, y con cielo de color azul oscuro con algunas nubes blancas. La zona se puede dividir en dos partes bien diferenciadas: la primera es una bajada, donde las piedras de la fase son de color marrón claro, todas rompibles, mientras que la segunda es una zona de agua clara, donde las piedras son de color verdoso, donde Alex debe nadar hasta el final de esta.

### Etapa 2
Es una zona de piedras grisáceas, con alternancia de algunas zonas de fango verdoso, que si el jugador se hunde en ellas, le hace perder una vida. El cielo es de color azul oscuro con algunas nubes blancas, y en el fondo se puede también ver algunos montes de color marrón y verde. Las piedras son iguales que en el monte Eterno, aunque al final de la fase, hay una especie de bolas rojas que son indestructibles. Al principio de la fase, se ubica una tienda, mientras que al final de la fase, Alex Kidd se enfrenta ante Gooseka la resbaladiza.

### El lago profundo
Es una zona de agua, y el suelo es de color marrón con hierbas verdes en la parte superior de este, siendo las rocas rompibles de color verde claro. Aquí, existe una ruta alternativa, la cual difiere en ambientación de la ruta normal. La ruta alternativa tiene dos partes bien diferenciadas: la primera es de agua, el suelo es el mismo, pero este carece de hierbas verdes y rocas rompibles. La segunda parte es una zona ya normal, con un suelo que es de hierba en su totalidad, con un fondo de pinos y de cielo azul oscuro con nubes, en los que las rocas son una especie de bolas azules y rojas, de las cuales las primeras son rompibles.

### La isla de St. Nurari
El suelo es de hierba en su totalidad, aunque existen partes del suelo que son mares de lava, del cual salen una especie de rama en forma de tijera. Es cielo es de color azul oscuro con nubes, y en el fondo hay algunos pinos. Las piedras de la zona son una especie de bolas azules (que son destructibles) y rojas (que no son destructibles). Al final de la zona, hay una especie de castillo en el cual reside Santo Nurari.

### Etapa 5
Esta zona se divide en dos, atendiendo a la vía por la que Alex se puede pasar la fase y a la ambientación de cada una:
- Una vía donde Alex Kidd tiene que pasarse la fase con el peticopter. Dicha fase está ambientada en el cielo, y las bolas que hay son rojas, siendo estas irrompibles. Si Alex Kidd se choca contra alguna roca o enemigo, pierde la opción de pasarse la zona por esta vía, cayendo a la zona acuática sin perder una vida.
- Otra vía es una zona acuática, de la misma ambientación que la Etapa 2 y el lago profundo.

### El pueblo de Namui
El suelo es de hierba en su totalidad, y en el fondo se divisan un conjunto de pinos y casas de diversos tamaños y formas. Al principio de la fase, se ubica una tienda, donde el jugador puede adquirir el pelicopter, pudiendo pasarse la fase andando o en ese vehículo. A lo largo de la fase, hay algunas zonas de fango verdoso. Al final de la fase, Alex se enfrenta al Buey, y después de derrotarle, se encuentra con un señor.

### Monte Kave
La zona está ambientada dentro de una especie de cueva, de fondo marrón y con unas paredes de piedras marrones. El suelo es de color marrón de tonalidad clara, habiendo algunas zonas de lava, perdiendo Alex una vida si se sumerge en estas. Las piedras de la fase son deformadas, redondas, y de color azul claro. Al final de la fase, Alex Kidd se enfrenta a Chokkina la Astuta.

### El Blakwoods
El suelo es de hierba verde, aunque hay algunas zonas con pinchos sujetados en troncos de madera que si lo toca el jugador, hace que pierda una vida. El fondo es de color verde con algunos troncos de árboles, habiendo en la parte superior de la pantalla del escenario numerosas hojas de diversas tonalidades verdosas. Las piedras de la fase son de color verde las rompibles y azules las irrompibles. Al final de la fase, Alex Kidd se enfrenta al Oso salvaje.

### Etapa 9
Esta zona se divide en dos, atendiendo a la vía por la que Alex se puede pasar la fase y a su ambientación:
- Una vía donde Alex Kidd tiene que pasarse la fase con el bote. Dicha fase está ambientada en el mar, y las bolas que hay son rojas, siendo estas irrompibles. Si Alex Kidd se choca contra alguna roca o enemigo, pierde la opción de pasarse la zona por esta vía, cayendo a la zona acuática sin perder una vida.
- Otra vía es una zona acuática, de la misma ambientación que la Etapa 2, el lago profundo y la vía acuática de la etapa 5.

### La tierra baja de Bingoo
Es una zona de piedras grisáceas, con alternancia de algunas zonas de fango verdoso, que si el jugador se hunde en ellas, le hace perder una vida. El cielo es de color azul oscuro, con nubes de color blancas, aunque se forman de vez en cuando unas nubes negras que se van moviendo por el escenario, emitiendo a intervalos regulares de tiempo un rayo que si toca a Alex Kidd, le hace perder una vida. Al principio de la fase, se ubica una tienda donde el jugador puede comprar el pelicopter, pudiendo pasarse con este vehículo la fase. Al final de la fase, se enfrenta contra Parplin el perseguidor.

### El castillo de Radaxian
Es una zona que se ambienta dentro de un castillo, el cual se compone de 16 habitaciones. El suelo es de ladrillos de color azul, siendo el fondo de color azul oscuro. Los bloques de la zona son cuadrados, con un diseño específico y exclusivo de esta, en el que abunda las tonalidades grisáceas. En esta zona, es opcional rescatar al hermano gemelo del protagonista, Egle, siendo esta la única manera de conseguir la carta personal del reino de Nibana. Al final de la fase, se enfrenta por última vez a Gooseka la resbaladiza.

### La ciudad de Radaxian
La zona tiene la misma ambientación que la que presenta la fase "El pueblo de Namui", aunque en esta ocasión, la zona es de mucha menor longitud que la mencionada. Al final de la fase, Alex Kidd se enfrenta por última vez ante Chokkina la astuta.

### Etapa 13
La zona tiene la misma ambientación que la etapa 2, sin embargo, en esta zona abundan las zonas de fango verdoso, y el poco suelo que hay es de piedras grisáceas. En esta fase, Alex Kidd cuenta desde el principio con el Peticopter, siendo con este vehículo la única manera de pasarse la fase, teniendo que esquivar el jugador las piedras rojas redondas irrompibles que hay por el cielo azul con nubes del escenario. Esta zona tiene la peculiaridad que es la única fase en el que el jugador comienza a la derecha del escenario, encontrándose el final de fase a la izquierda.

### El reino de Nibana
Una zona que está ambientada en el trono del rey de Nibana. Dependiendo si el jugador ha reunido ciertos objetos, puede recoger la piedra Hirotta, o por el contrario, aparece en su defecto un fantasma que persigue al jugador.

### El lago de las rocas (I)
Presenta la misma ambientación que la etapa 2, aunque aquí, el tipo de rocas varía, siendo piedras con un tono amarillento apagado las rompibles y de color gris las irrompibles. Al principio de la zona, hay una tienda. Al final de la zona, Alex Kidd se enfrenta por última vez a Parplin el perseguidor.

### Etapa 16
Es una zona que se ambienta en un castillo, aunque es de mayores proporciones que el castillo presentado en la fase El castillo de Radaxian. El suelo es de ladrillos de color marrón, siendo el fondo de un color azul oscuro uniforme en todo el escenario. Los bloques de la zona tienen un diseño específico y exclusivo, es cuadrado, de tonalidades marrones con un rombo en el interior. En esta zona, hay multitud de obstáculos, tales como pinchos, o zonas donde cae una especie de veneno del techo. Al final de la fase, Alex se enfrenta ante Janken el grande, y cuando acaba la fase, se encuentra con la princesa Lora.

### El lago de las rocas (II)
Es la zona final del juego, y se puede dividir en varias partes atendiendo a su ambientación y objetivos:
- La primera parte presenta una ambientación similar a las zonas acuáticas del juego, es una zona breve, en la cual Alex Kidd ha de dirigirse abajo, tras ello, pasa a la siguiente parte de fase.
- La segunda parte es una especie de pasillo con una puerta al final, que sólo se abre si Alex Kidd posee el medallón de la piedra del Sol y el medallón de la luz de la Luna. Esta sección de la fase tiene el suelo de ladrillos azules. La tonalidad del fondo es marrón.
- Tras pasar por la puerta, el jugador se adentra en la última parte de la fase, que es de suelo de ladrillos amarillos, siendo el fondo de la fase de color marrón, donde el jugador tiene que interactuar con los bloques del juego para resolver el puzle, y así, conseguir la corona de oro y finalizar el juego.

## Versiones
En un primer momento, el juego solo estuvo disponible en cartuchos. De 1990 en adelante, una versión ligeramente distinta del juego se incluyó en la memoria interna de las versiones estadounidense, australiana y europea de la Master System II y en algunas unidades europeas y australianas de la Master System. Las diferencias con respecto a la versión lanzada en cartucho son:
- Al cambiar de destino, en el mapa del juego aparece Alex comiendo; en la versión en cartucho, aparece comiéndose un Onigiri, mientras que en la otra aparece ingiriendo una hamburguesa.[38]

- También hay diferencias en los controles; en la versión original se usa el botón 1 para saltar y el botón 2 para golpear, pero los controles se invirtieron en la versión integrada en consola.

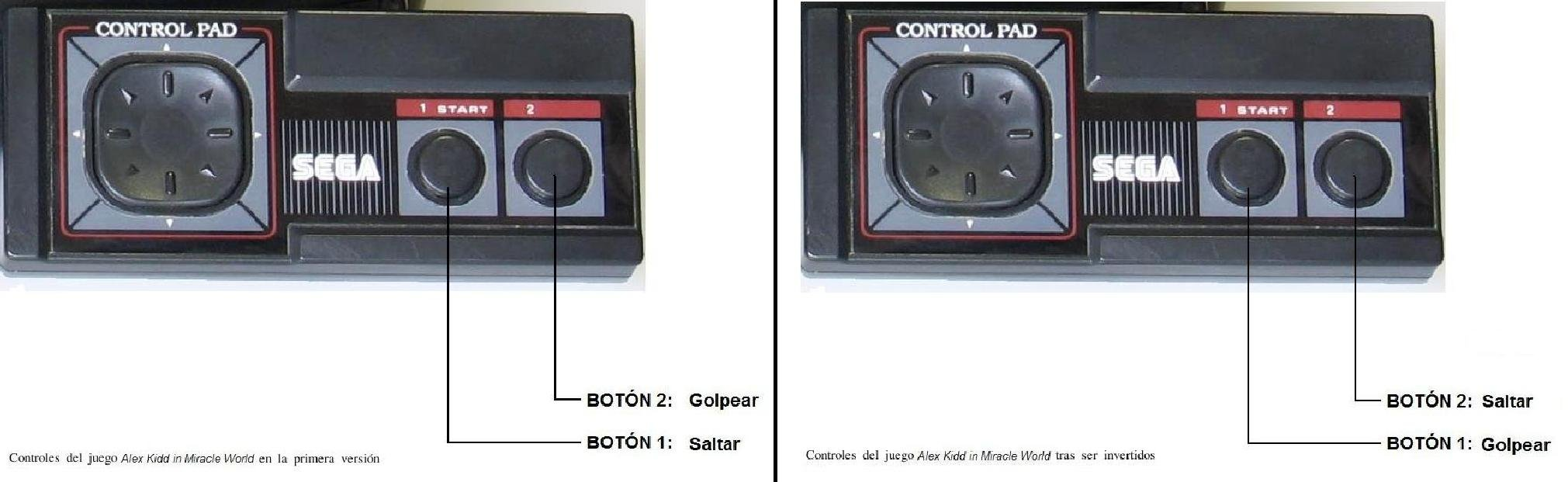
Controles en la versión en cartucho (izquierda) y en la versión integrada en la Master System II (derecha).

## Relanzamiento
Aun siendo el videojuego más popular sobre Alex Kidd, Alex Kidd in Miracle World ha tenido que esperar casi 35 años para ser relanzado como Alex Kidd in Miracle World DX. Anteriormente, se planteó relanzarlo en PlayStation 2, dentro de la línea de juegos antiguos Sega Ages 2500, pero sin embargo, por motivos desconocidos, al final se canceló dicho proyecto.
Sin embargo, su continuación, Alex Kidd in the Enchanted Castle sí tuvo relanzamientos, como en la consola virtual de Wii o en el recopilatorio de videojuegos Sega Mega Drive Collection para la PlayStation 2.

## Secuela
Alex Kidd in the Enchanted Castle (traducido al castellano: Alex Kidd en el castillo encantado) es el quinto videojuego de la saga Alex Kidd y, por su sistema de juego, se considera la secuela de Alex Kidd in Miracle World. Salió a la venta en Europa en 1990 para la Mega Drive.
Continúa la trama de su antecesor, ya que comienza con Egle, el hermano de Alex Kidd, gobernando el planeta Aries. Allí, Alex escucha rumores de que su padre, el rey Thor se encuentra atrapado por Ashra, el gobernador del planeta Paperock, y es por ello que Alex emprende su camino para rescatarle.
Aunque se siguen manteniendo las partes en las que para destruir a un jefe debe jugar a piedra-papel-tijeras, también aparecen durante el desarrollo unas casetas (llamadas Janken House) en las que se juega a dicho juego, y si se gana, Alex se lleva el objeto que se apostaba.
Al estar en una consola de mayor capacidad gráfica, Alex Kidd in the Enchanted Castle posee una mayor definición gráfica, los escenarios tienen mayor detalle que en Alex Kidd in Miracle World y el personaje protagonista tiene un tamaño mayor. Aparte, el videojuego se compone de once fases, seis menos que Miracle World.

## Adaptación 2021
El Remake del primer juego titulado Alex Kidd in Miracle World DX fue anunciado el 10 de junio de 2020 y fue lanzado el 22 de junio de 2021. El juego fue desarrollado por Merge Games y Jankenteam para PlayStation 4, Xbox One, PlayStation 5, Xbox Series X/S, Nintendo Switch y PC.

## Errores

### Errores del juego
A lo largo del juego, se pueden encontrar algunos errores de programación, que originan situaciones inesperadas por los desarrolladores del juego. Algunos ejemplos son:
- En la primera etapa, Alex se sitúa en un extremo de la pantalla y comienza a golpear a la nada, entonces Alex es capaz de eliminar a un enemigo situado en el lado opuesto al que se encuentra el jugador.[49]
- En la segunda etapa, al final de la misma, si Alex choca contra las piedras rojas con la moto a su máxima velocidad, con un salto a máxima potencia, y el jugador mantiene presionado en el "D-Pad" Derecha, Alex correrá a la mitad de frames que muestra normalmente (Parecerá que anda más rápido, aunque su velocidad sobre el juego no cambia, solo su animación)
- El uso del bastón volador en la etapa novena en la vía del bote origina que, al acabarse dicho efecto, el juego no deje avanzar al jugador, al no trasladarse la pantalla y quedarse estática.[50]
- En la etapa 16, en el lugar donde se encuentra Janken el grande, si el jugador retrocede y sale de ese sitio, para luego volver, los objetos y enemigos que había al principio desaparecen y aparecen otros diferentes.[51]

### El manual
La traducción al castellano del manual de Alex Kidd in Miracle World contiene numerosas diferencias de traducción con respecto a los demás idiomas. Algunas de estas divergencias son:
- En las demás traducciones del manual de instrucciones, el nombre de uno de los enemigos del juego es Tritón. Sin embargo, en la traducción al castellano del manual, este enemigo aparece con el nombre de Sirena,[53] lo cual es un error.[54]
- El término Hamburger (voz inglesa) es traducido al castellano como Hamburges. Aunque podría tratarse de una errata, el hecho de que dicha traducción aparezca en dos páginas distintas parece indicar que no es el caso.[55]
- El término psychic (voz inglesa) es traducido al castellano como físico en la descripción del Bastón Volador. Como consecuencia, la descripción de dicho bastón no tiene sentido.[56]